# Lashkar-e-Jhangvi
El Lashkar-e-Jhangvi (LeJ; en urdu: لشکر جھنگوی) o Ejército de Jhangvi, es una organización terrorista supremacista suní y yihadista, establecida en Afganistán. Fue una rama escindida del partido político antichiíta Sipah-e-Sahaba Pakistán (SSP), el LeJ fue fundada por los activistas del partido Riaz Basra, Malik Ishaq, Akram Lahori y Ghulam Rasool Shah.
El LeJ ha afirmado ser el responsable de numerosos atentados terroristas contra la comunidad chiita en Pakistán, incluyendo múltiples ataques que el 10 de enero de 2013 asesinaron a más de 200 personas de la etnia hazara en Quetta. También han estado vinculados en el atentado al Cementerio Mominpura en 1998, el secuestro y homicidio del periodista Daniel Pearl en 2002, y el atentado contra la selección nacional de cricket de Sri Lanka de 2009, en Lahore. Siendo un grupo predominantemente punyabi, el LeJ ha sido calificado por agentes de inteligencia pakistaníes como una de las organizaciones terroristas más virulentas del país.
Basra, el primer Emir de LeJ, fue asesinado en una redada policial en 2002. Fue sucedido por Malik Ishaq, quien también fue asesinado junto con Ghulam Rasool Shah, en un enfrentamiento en Muzaffargarh en 2015. En agosto de 2001, el grupo fue proscrito por Pakistán. Actualmente, el LeJ permanece activo, y ha sido designado como organización terrorista por Australia, Canadá, Pakistán, Reino Unido, Estados Unidos, y las Naciones Unidas.

## Formación
En 1996, Riaz Basra, Akram Lahori y Malik Ishaq, habían renunciado a su militancia del Sipah-e-Sahaba y dieron origen a Lashkar-e-Jhangvi. Este grupo adoptó ese nombre en honor al clérigo sunita Hap Nawaz Jhangvi, quien había sido uno de los fundadores de Sipah-e-Sahaba Pakistán (SSP), y quién durante la década de 1980 había encabezado actos de violencia en contra de la población chiita. Los fundadores del LeJ creían que el SSP se había desviado de los principios de Jhangvi. Jhangvi fue asesinado el 23 de febrero de 1990, por parte de militantes chiitas. Malik Ishaq, jefe de operaciones del LeJ, fue liberado el 14 de julio de 2011 por la Corte Suprema de Pakistán, tras haber pasado 14 años de cárcel, luego de que la Corte retirara 34 de los 44 cargos en su contra, que lo involucraron en el asesinato de 100 personas, y le concedieron libertad bajo fianza a los 10 casos restantes, por falta de pruebas. En 2013, Ishaq fue nuevamente detenido en su residencia en Rahim Yar Khan Punyab.

## Actividades
Inicialmente, casi todos los ataques del LeJ iban en contra de la población chiita en Pakistán. También se adjudicaron el asesinato de 4 obreros petroleros estadounidenses en 1997, en Karachi. Incluso, en 1999, intentaron fallidamente asesinar al Primer Ministro de Pakistán, Nawaz Sharif. El 14 de mayo de 2002, Riaz Bafra fue asesinado al fracasar un ataque que estaba encabezando en contra de un asentamiento, ubicado cerca de Multán. Basra fue asesinado debido al fuego cruzado entre su grupo y la policía, estos últimos bajo el apoyo de residentes locales chiitas armados.
- En abril de 1999, es asesinado el sobrino del califa Mirza Tahir Ahmad, de la Comunidad Ahmadía del Islam. Algunos afirman que el homicidio fue perpetrado bajo las órdenes de Lashkar-e-Jhangvi.[23]
- En marzo de 2002, miembros del grupo hicieron estallar un autobús, matando a 15 personas, incluyendo a 11 ciudadanos franceses.[24]
- El 17 de marzo de 2002, a las 11:00 a. m., dos atacantes suicidas estallaron en la Iglesia Protestante Internacional en Islamabad, mientras realizaban su servicio religioso. El ataque dejó 5 fallecidos y 40 heridos, en su mayoría expatriados. En julio de 2002 la policía pakistaní asesinó a uno de los presuntos autores del atentado, y arrestaron a cuatro miembros de LeJ vinculados al ataque terrorista. Los detenidos confesaron su rol en el atentado, y declararon que fue como represalia por la invasión de Estados Unidos en Afganistán.
- El 27 de diciembre de 2007, el Ministerio del Interior de Pakistán declaró que el ataque suicida implicado en el asesinato de Benazir Bhutto, junto con la muerte de otras 20 personas en Rawalpindi, había sido perpetrado por LeJ.[25]
- Las autoridades pakistaníes sospechan que Mohammed Aqeel, miembro del LeJ, es el autor intelectual del atentado en contra de la selección nacional de cricket de Sri Lanka, ocurrido en marzo de 2009.[26]
- LeJ asumió la responsabilidad por el asesinato de 26 peregrinos chiitas, ocurrido el 20 de septiembre de 2011, en Mastung, Baluchistán. Los peregrinos viajaban en un autobús con destino hacia Irán.[27][28] Además, los terroristas asesinaron a otras dos personas que iban en un automóvil que iban a rescatar a las víctimas del autobús.
- El Presidente de Afganistán, Hamid Karzai, culpó a LeJ por el atentado que mató a 59 personas en el templo Abu Fazal, en el distrito Murad Khane en Kabul, ocurrido el 6 de diciembre de 2011. La mayoría de las víctimas eran peregrinos que celebraban la Ashura, el día más sagrado del calendario chiita.[29][30]
- LeJ se atribuyó la responsabilidad de un brutal atentado contra peregrinos chiitas, ocurrido el 28 de junio de 2015, en Quetta.[31] El atentado fue mediante un ataque explosivo en contra de un autobús que transportaba peregrinos chiitas que regresaban desde Irán. El atentado causó 13 fallecidos (entre ellos dos mujeres y un policía), y más de 20 heridos. Gran parte de los peregrinos pertenecían a la etnia hazara.
- LeJ se adjudicó una serie de atentados ocurridos el 10 de enero de 2013 en Pakistán, en el que dejó más de 130 fallecidos y 270 heridos, mediante el uso de un coche bomba y un ataque suicida.[32]
- Lej asumió su rol en un fallido intento de homicidio contra Syed Muhammad Waseem Naqvi(estudiante chiita de la Universidad Mohammad Ali Jinnah). Lo atacaron en más de cuatro ocasiones, pero Naqvi logró salvar su vida al lograr escapar de sus agresores.
- LeJ se adjudicó los atentados del 16 de febrero de 2013 en Quetta, Pakistán, en el hubo 91 muertos y 190 heridos, en su mayoría chiitas, al estallar una bomba en un mercado localizado en las afueras de la ciudad.[33]
- LeJ se adjudicó los atentados del 15 de junio de 2013 en Quetta, Pakistán, en el que fallecieron 26 personas y hubo más de 20 heridos, mediante un ataque suicida y una serie de tiroteos, junto con daños estructurales en contra de la Residencia Muhammad Ali Jinnah, patrimonio histórico de la ciudad.[34]
- LeJ sumió su responsabilidad en un fallido atentado contra una escuela en Pakistán, luego de que un estudiante de 16 años llamado Aitzaz Hasan, se abalanzara encima del atacante, haciendo que la bomba impactara solo contra él y el terrorista, falleciendo ambos en el lugar, pero evitando mayores víctimas.[35]
- LeJ asumió su responsabilidad en un atentado en 2014, contra comunidades hazara y zaireen.[36]
- El 16 de agosto de 2015, el LeJ se adjudicó el magnicidio del exmilitar y político Shuja Khanzada.[37]
- El LeJ se adjudicó un atentado hacia un centro de entrenamientos de la policía de Quetta, Pakistán, ocurrido en octubre de 2016, en que asesinaron a 61 personas, incluyendo cadetes y oficiales del ejército.

## Sede
Oficiales de la provincia de Zabul habían afirmado que el LeJ poseía un santuario en el sur de Afganistán. A comienzos de 2016, el líder del LeJ, Yousuf Mansoor Khurasani, logró sobrevivir de un ataque interno en el sur de Afganistán.

## Afiliaciones
LeJ ha establecido lazos con los talibanes, el Movimiento Islámico de Uzbekistán (MIU), Sipah-e-Sahaba (SSP), Ahle Sunnat Waljamaat (ASWJ), Al Qaeda y Jundallah.  Investigaciones descubrieron que Al Qaeda ha estado involucrada en el entrenamiento de miembros del LeJ.
Tras la muerte de Ria Basra en 2002, la correspondencia entre Al Qaeda y LeJ se ha visto paralizada.

## Designación como organización terrorista
En agosto de 2001, el gobierno de Pakistán designó a LeJ como organización terrorista, y Estados Unidos haría lo mismo en enero de 2003, al clasificarlo como organización terrorista extranjera bajo la ley de su país. Como resultado, sus finanzas han sido bloqueadas en todo el mundo por el gobierno de los Estados Unidos.